# Бранд, Хайнц
Хайнц Бранд (нем. Heinz Brand; род. 6 сентября 1955, Хуттвиль) — швейцарский политический деятель, депутат Национального совета (2011—2019).

## Биография
Родился 6 сентября 1955 года в Хуттвиле, кантон Берн, Швейцария.
После получения юридического образования в Цюрихском университете начал партийную деятельность в качестве члена «Швейцарской народной партии». В январе 1991 года он был избран депутатом местного совета Клостерса, а в ноябре 1993 года стал председателем местного отделения партии.
На парламентских выборах 2011 года он был избран депутатом Национального совета Швейцарии от «Швейцарской народной партии», а в январе 2012 года стал председателем отделения партии в кантоне Граубюнден. На парламентских выборах 2015 года он был переизбран на пост депутата. Срок его полномочий в Национальном совете истёк 1 декабря 2019 года.